# Germano Almeida

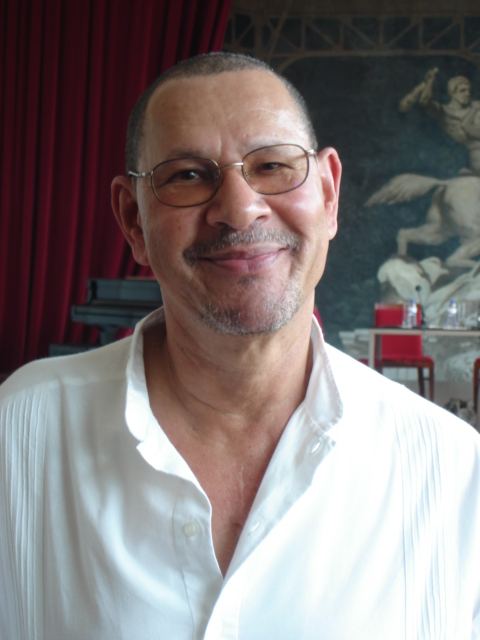
Germano Almeida

Germano Almeida (Boa Vista (Kaapverdië), 1945) is een Kaapverdische schrijver en rechter. Almeida studeerde rechten in Lissabon en werkte als advocaat in Mindelo (Kaapverdië). Zijn romans zijn in meerdere talen vertaald.

## Biografie
Al tijdens zijn rechtenstudie was Almeida literair actief. In 1982 schreef hij O dia das calças roladas, maar die roman werd pas in 1989 gepubliceerd door de door hemzelf opgerichte uitgeverij Ilhéu Editora. Zijn debuutroman Het testament van senhor Araújo verscheen in 1991 en in 2000 vertaald uit het Portugees naar het Nederlands. Zijn volgende roman Aan de familie Trago verscheen in 1998 en in 2002 vertaald uit het Portugees naar het Nederlands. Bij beide romans was de oorspronkelijke uitgever Caminho en De Geus uitgever voor beide Nederlandse vertalingen.
Na het afronden van zijn studie keerde hij terug naar Kaapverdië, waar hij als openbaar aanklager en advocaat werkte. Daarnaast bleef hij echter schijven, voornamelijk in door hem zelf opgerichte tijdschriften.
In 2018 werd aan hem de internationale Camõesprijs toegekend.